# ناحیه کالدونیا، شهرستان بونی، ایلینوی
ناحیه کالدونیا، شهرستان بونی، ایلینوی (به انگلیسی: Caledonia Township) یک منطقهٔ مسکونی در ایالات متحده آمریکا است که در شهرستان بونی، ایلینوی واقع شده‌است. ناحیه کالدونیا ۷٬۴۳۹ نفر جمعیت دارد و ۲۷۸ متر بالاتر از سطح دریا واقع شده‌است.